# جنبش‌های ضمیمه‌سازی کانادا به آمریکا

ایالت‌های آمریکا و استان‌ها و قلمروهای کانادا

از زمان استقلال ایالات متحده آمریکا تا امروز، جنبش‌های مختلفی در کانادا به نفع الحاق بخش‌هایی از یا تمام کانادا به ایالات متحده آمریکا فعالیت کرده‌اند. مطالعات تاریخی بر جنبش‌های کوچک‌مقیاسی تمرکز داشته‌اند که در مقایسه سیاست‌های کانادا و آمریکا مفید بوده‌اند.
در سال‌های اولیه ایالات متحده، بسیاری از شخصیت‌های سیاسی آمریکایی طرفدار تهاجم و الحاق کانادا بودند و حتی در اصول کنفدراسیون در سال ۱۷۷۷ پذیرش استان کبک (که پیش‌تر کانادا نامیده می‌شد) را به ایالات متحده پیش‌نویس کردند. در طول جنگ انقلاب آمریکا، آمریکایی‌ها به دره رود سنت لارنس حمله کردند، اما تلاش آنها توسط بریتانیایی‌ها دفع شد. آمریکایی‌ها همچنین در اوهایو کانتری - که در آن زمان جنوب غربی کبک محسوب می‌شد - با بریتانیایی‌ها و اقوام بومی هم‌پیمان جنگیدند. در پایان جنگ، سرزمین‌های جنوبی دریاچه‌های بزرگ به ایالات متحده تازه استقلال‌یافته واگذار شد و به قلمرو شمال‌ غرب تبدیل شد. در جنگ ۱۸۱۲، آمریکایی‌ها بار دیگر به کانادا حمله کردند تا از بریتانیایی‌ها به دلیل به خدمت گرفتن اجباری ملوانان آمریکایی در دریاها و حمایت از اقوام بومی که در برابر گسترش غربی آمریکا مقاومت می‌کردند، انتقام بگیرند. اما این حمله نیز دفع شد که تا حد زیادی به دلیل تکیه بر نیروهای شبه‌نظامی ایالتی کم‌تجهیزات به‌جای ارتش دائمی بود.
در طول و پس از جنگ داخلی آمریکا، چندین سیاستمدار آمریکایی خواستار الحاق کانادا به ایالات متحده شدند، زیرا آمریکا از حمایت مادی بریتانیا از کنفدراسیون خشمگین بود. یک تاریخ‌نگار ادعا می‌کند که این حمایت، جنگ را دو سال طولانی‌تر کرد، عمدتاً به دلیل فعالیت کشتی‌های دزدانه بریتانیایی که تسلیحات به کنفدراسیون منتقل می‌کردند. مأموران کنفدراسیون که در کانادا فعالیت می‌کردند، از بخش بزرگی از کانادایی‌ها حمایت دریافت کردند و این امر باعث شد که این مستعمره بریتانیایی به پایگاهی برای حمله به ایالات متحده تبدیل شود، مانند حمله سنت آلبانز. در سال ۱۸۷۲، در ادعاهای مربوط به کشتی آلاباما، ایالات متحده ۱۵٫۵ میلیون دلار به عنوان غرامت جنگ از بریتانیا دریافت کرد. این غرامت بابت خساراتی بود که تنها توسط کشتی‌های تجاری کنفدراسیون ساخته‌شده در بریتانیا وارد شده بود و بخشی از معاهده واشینگتن در سال ۱۸۷۱ بود. تاریخ‌نگار جوزف لویت یادآور می‌شود:
از زمان معاهده واشینگتن در سال ۱۸۷۱، که در آن ایالات متحده برای اولین بار به طور غیررسمی موجودیت قلمرو جدید کانادا را به رسمیت شناخت، ایالات متحده هرگز یک جنبش الحاق‌گرایانه را در کانادا پیشنهاد یا ترویج نکرده است. هیچ نیروی جدی‌ای در صحنه سیاسی آمریکا ظاهر نشده که بخواهد کانادایی‌ها را متقاعد کند یا مجبور به پیوستن به ایالات متحده کند. و در واقع، هیچ ابتکار جدی‌ای از طرف کانادا نیز برای چنین حرکتی وجود نداشته است.
نظرسنجی‌ها نشان داده‌اند که اقلیتی از کانادایی‌ها ممکن است از الحاق به ایالات متحده حمایت کنند، به طوری که در یک نظرسنجی توسط لگر مارکتینگ در سال ۲۰۰۱، این میزان تا ۲۰ درصد گزارش شد، در حالی که در نظرسنجی دیگری توسط همان شرکت در سال ۲۰۰۴، این رقم تنها ۷ درصد بود.
پس از پیروزی در انتخابات سال ۲۰۲۴، دونالد ترامپ، رئیس‌جمهور منتخب ایالات متحده، بار دیگر درخواست‌ها و بحث‌هایی در مورد احتمال الحاق کانادا به ایالات متحده را مطرح کرد. با این حال، عملی شدن چنین اقدامی توسط ترامپ بسیار بعید است، زیرا کانادا به شدت بر حق حاکمیت خود بر کشورش تأکید دارد.

## لایحه ضمیمه‌سازی ۱۸۶۶
لایحه ضمیمه‌سازی کانادا به آمریکا در ۲ ژوئیه ۱۸۶۶ در مجلس نمایندگان ایالات متحده آمریکا معرفی شد، اما هیچ‌گاه به رای گذاشته نشد. این لایحه که توسط ناتانیل پی بنکس معرفی شد، خواستار ضمیمه‌سازی آمریکای شمالی بریتانیایی به وسیله خریداری بود. با وجود شکست خوردن لایحه ضمیمه‌سازی نواحی کانادای کنونی، یک سال بعد یعنی در ۱۸۶۷، ایالات متحده آمریکا منطقه آلاسکا را از روسیه خریداری کرد. در همان سال به فرمان ملکه انگلیس، نواحی آمریکای شمالی بریتانیایی متحد شده و کنفدراسیون مستعمره کانادا را تشکیل دادند.

## نقشه جنگی قرمز دهه ۱۹۳۰
نقشه جنگی قرمز با نام کامل‌تر «نقشه بنیانی مشترک نیروی دریایی و زمینی ایالات متحده آمریکا» از مجموعه نقشه‌های جنگی رنگ‌نشان بود که روش یک جنگ فرضی ایالات متحده آمریکا با بریتانیا را ترسیم می‌کرد. براساس این برنامه که به طور سری در دهه ۲۰ و ۳۰ میلادی تهیه شد، در صورت حمله بریتانیا به آمریکا، ارتش آمریکا به کانادا حمله پیش‌دستانه کرده و نقاطی از آن را اشغال می‌کرد. این نقشه در سال ۱۹۳۹ و بعد از شروع جنگ جهانی دوم از دستور کار آمریکا خارج و در سال ۱۹۷۴ مهر محرمانه آن برداشته‌شد.